# Areal
För andra betydelser, se Areal (olika betydelser).
Areal är arean av ett geografiskt områdes projektion på en tänkt, normaliserad jordyta.[källa behövs]